# Státní nakladatelství technické literatury
Státní nakladatelství technické literatury (SNTL) bylo československé nakladatelství působící v letech 1953–1993.
Sídlilo v Praze ve Spálené ulici, kde mělo i svou prodejnu.

## Historie
Vzniklo v roce 1953, jeho předchůdcem bylo Technické knihkupectví a nakladatelství, které bylo založeno roku 1933 se sídlem v Praze v Ječné ulici a které v roce 1949 splynulo s Technickým vydavatelstvím (toto Technické vydavatelství se nejprve nazývalo Technicko-vědecké vydavatelství, později Vědecké vydavatelství a poté Vědecko-technické vydavatelství).
Mezi ředitele a šéfredaktory patřili např. Josef Grohman, Jaroslav Brož, Jindřich Sucharda, Karel Černý.

### Název
- Státní nakladatelství technické literatury, n. p. (do roku 1968)
- SNTL - Nakladatelství technické literatury, n. p. (do roku 1990)
- Nakladatelství technické literatury - SNTL

### Zaměření
Vydávalo odbornou technickou a ekonomickou literaturu, jazykové slovníky, učebnice pro školy technického směru a odborná učiliště a také více než 40 časopisů pro odbornou veřejnost (např. Elektrotechnický obzor, Typografia, Domov, Slévárenství, Elektrotechnik). Po zániku SNTL převzaly vydavatelská práva na některé časopisy různé soukromé firmy, které pokračovaly ve vydávání.
Od roku 1959 mělo svůj Klub čtenářů technické literatury (společně s nakladatelstvími Academia, Nadas a Práce). Bylo prakticky monopolním vydavatelem technické literatury a příruček a učebnic z technických oborů.
Po dobu své existence produkovalo až 31 edic.

### Po roce 1989
Se změnou hospodářských podmínek se SNTL dostalo do finančních a organizačních problémů v důsledku velkých zásob titulů na skladě a velkého počtu zaměstnanců (až 400). Koncem roku 1991 byla vyhlášena privatizace. SNTL a obě budovy (ve Spálené a Krakovské ulici v Praze) získal Ing. Alexander Komanický, majitel firmy Aleko, který však nepřevzal autorská práva a povinnosti ze smluv vyplatit autory a SNTL tak v roce 1993 zaniklo.

## Produkce
Za 40 let své existence SNTL vydalo zhruba 11 000 titulů - v tiráži svých knih toto nakladatelství uvádělo pořadové číslo publikace.

## Edice (výběr)
V 50. a 60. letech:
- Hornická minima
- Hutnická minima
- Elektrotechnická minima
- Opravy a údržba
- Praktické elektrotechnické příručky
- Kurs technických znalostí (Příruční učební texty)
- Populární elektrotechnika
- Populární radiotechnika
- Technický průvodce
- Teoretická knižnice inženýra
- Populární přednášky o matematice

V 70. a 80. letech:
- Automatizace a regulace
- Matematika pro vysoké školy technické
- Polytechnická knižnice I.řada
- Polytechnická knižnice II.řada
- Polytechnická knižnice III.řada
- Populární elektronika
- Populární kybernetika